# Fabian van Dijk
Fabian van Dijk (29 de noviembre de 1989) es un futbolista surinamés que juega en la posición de mediocampista. Su actual equipo es el Walking Bout Company, de la Primera división de Surinam.

## Selección nacional
Van Dijk es internacional con la selección de Surinam donde ha jugado en cinco ocasiones (ningún gol anotado). Su primera selección tuvo lugar el 9 de febrero de 2011, contra Islas Caimán, en el marco de las clasificatorias al Mundial de 2014.
 Participó en otros cuatro encuentros de dicha eliminatoria.

## Palmarés

### Campeonatos nacionales
| N.º | Título          | Club                 | País    | Año  |
| --- | --------------- | -------------------- | ------- | ---- |
| 1   | Copa de Surinam | Walking Bout Company | Surinam | 2013 |